# Christmas & Chill
"Christmas & Chill " este al doilea album de Crăciun și extended play (EP) al cântăreței americane Ariana Grande. A fost lansat pe 18 decembrie 2015 de Republic Records ca o continuare a EP-ului ei de Crăciun Christmas Kisses din 2013 și single-ului ei de Crăciun din 2014 „Santa Tell Me”. EP-ul conține șase piese originale de Crăciun, inspirate de R&B, produse de producătorii americani Tommy Brown, Mr. Franks, The Magi și Travis Sayles. Grande și-a exprimat în mod continuu admirația pentru album și s-a referit la el drept „opera ei preferată”.
EP-ul a primit recenzii favorabile din partea criticilor muzicali. A debutat pe locul 34 în topul Billboard 200 de albume și pe locul 3 în clasamentul Billboard Holiday Albums din Statele Unite. EP-ul a vândut 35.000 de copii în prima săptămână de lansare în SUA și a vândut peste 180.000 de copii în întreaga lume.  Christmas & Chill a fost inițial disponibil doar ca descărcare digitală, dar, pe 18 noiembrie 2016, EP-ul a fost reeditat pe CD în Japonia cu o nouă lucrare de artă. EP-ul a câștigat un interes reînnoit când a fost reeditat ca discuri de vinil în noiembrie 2019, incluzând „Santa Tell Me” ca piesă ascunsă.   
Artista cântă în fiecare an, la concertele sale din apropierea Crăciunului, melodiile din albumul său "Christmas & Chill".
Albumul artistei cuprinde 6 melodii:
- Ariana Grande - Intro (audio )
- Ariana Grande - Wit it This Christmas (audio)
- Ariana Grande - December (audio)
- Ariana Grande - Not Just On Christmas (audio)
- Ariana Grande - True Love (audio)
- Ariana Grande - Winter Things (audio)